# Adslev Sogn
Adslev Sogn er et sogn i Skanderborg Provsti (Århus Stift).
I 1800-tallet var Mesing Sogn anneks til Adslev Sogn. Begge sogne hørte til Hjelmslev Herred i Skanderborg Amt. Adslev-Mesing sognekommune blev ved kommunalreformen i 1970 kernen i Hørning Kommune, der ved strukturreformen i 2007 indgik i Skanderborg Kommune.
I Adslev Sogn ligger Adslev Kirke.
I sognet findes følgende autoriserede stednavne:
- Adslev (bebyggelse, ejerlav)
- Adslev Hede (bebyggelse)
- Jeksen (bebyggelse, ejerlav)
- Jeksendal (bebyggelse)
- Neder Jeksen (bebyggelse)
- Vesterpurre (bebyggelse)